# 1482 год в литературе

## Книги
- «Платоновское богословие о бессмертии души» философа-гуманиста Марсилио Фичино.

## Родились
- 7 июля — Анджей Кжицкий, польский латиноязычный поэт (умер в 1537).

## Без точной даты
- Мавро Ветранович, хорватский писатель (умер в 1576).
- Герард Гельденхауэр, голландский историк, автор сатирических произведений (умер в 1542).
- Лео Иудэ, реформатор церкви, известный своим новым латинским переводом Библии, иногда упоминавшейся как «Библия Льва Иудейского», автор катехизисов на немецком и латинском языках (умер в 1542).
- Андреас Карлштадт, немецкий религиозный писатель, богослов, полемист (умер в 1541).
- Меир из Падуи, итальянский талмудист, автор 90 респонсов, опубликованных им самим (умер в 1565).
- Бернардин Рибейру, португальский писатель и поэт эпохи Ренессанса. Классик португальской литературы XVI века. Зачинатель буколической поэзии в Португалии (умер в 1552).
- Матиас Рингманн, немецкий поэт (умер в 1511).
- Антонио Телезио, итальянский учёный-филолог, поэт и драматург (умер в 1534).

## Скончались
- Матьё Д’Эскуши, пикардийский нотабль и хронист, летописец последнего периода Столетней войны (родился в 1420).
- Уильям Вустерский, английский хронист, автор исторических и историко-географических сочинений об Англии времён Столетней войны и войны Алой и Белой Розы (родился в 1415).